# Tetramorium bicarinatum
Tetramorium bicarinatum (лат.) — вид мелких муравьёв рода Tetramorium из подсемейства Myrmicinae. Космополитный вид.

## Распространение
Один из наиболее массовых и широко распространённых в мире видов муравьёв. Расселён человеком почти по всему миру. Встречается в тропиках и субтропиках Северной и Южной Америк, Африки, Азии и Австралии и Океании. Также он проник в страны умеренного климата через ботанические сады, зоопарки и оранжереи Европы. Предположительной родиной считается тропическая Африка, так как ближайшие к нему члены видовой группы T. bicarinatum species group обнаружены только в Афротропике.

## Описание
Мелкие мирмициновые муравьи (длина около 3 мм), рыжевато-коричневого цвета (голова и грудка от желтовато-оранжевого цвета до оранжево-коричневого, а брюшко всегда темнее, буровато-чёрное).
Усики 12-члениковые (у самцов из 13 сегментов) с булавой из 3 сегментов, скапус короткий. Стебелёк между грудкой и брюшком состоит из двух члеников: петиолюса и постпетиолюса (последний чётко отделён от брюшка), жало развито. Глаза сравнительно крупные, состоят из 11—14 оматидиев. Скапус усика относительно длинный, но не достигает затылочного края головы. Головной индекс рабочих (CI, соотношение ширины головы к длине × 100): 85—89. Длина головы рабочих 0,76—0,91 мм, длина скапуса 0,51—0,62 мм, ширина головы 0,65—0,81 мм. Индекс скапуса рабочих (SI, соотношение длины скапуса к ширине головы × 100): 75—80. Голова, жвалы, грудка, петиолюс и постпетиолюс морщинистые, брюшко гладкое и блестящее. Передний край клипеуса с небольшой выемкой, а лобные валики сильно развиты и продолжаются назад далее линии глаз (признаки видовой группы T. bicarinatum species group).
- Личинки и рабочие муравьи

## Систематика
Вид Tetramorium bicarinatum был впервые описан в 1846 году финским натуралистом Вильямом Нюландером (под первоначальным названием Myrmica bicarinata Nylander, 1846) и назван так (bicarinatum) по причине сильного развития двух килей на голове: лобные валики продолжаются назад далее линии глаз. В 2011 году его валидность подтверждена американскими мирмекологами Франциско Хита-Гарсиа (Francisco Hita Garcia) и Брайаном Фишером (Brian L. Fisher; Entomology, California Academy of Sciences, Сан-Франциско, Калифорния, США) в ходе ревизии рода. Таксон T. bicarinatum включён в состав видовой группы T. bicarinatum species group рода Tetramorium (вместе с T. insolens, T. pacificum и другими). Сходен с видами T. insolens (Smith, F., 1861) (этот вид одноцветный оранжево-коричневый) и T. pacificum Mayr, 1870 (одноцветный буровато-чёрный), отличаясь от них своим буровато-чёрным брюшком, а от других близких видов формой узелка петиоля, скульптурой мандибул, опушением и окраской.

## Сравнение различных каст

### Рабочие
- Голова
- Вид сбоку
- Вид сверху
- Голова
- Вид сбоку
- Вид сверху
- Голова
- Вид сбоку
- Вид сверху

### Самки
- Голова
- Вид сбоку
- Вид сверху
- Вид сверху с крыльями
- Голова
- Вид сбоку с крыльями
- Крылья
- Вид сверху

### Самцы
- Голова
- Вид сбоку
- Крылья
- Вид сверху
- Голова
- Вид сбоку
- Гениталии
- Вид сверху